# ¿Qué te juegas?
¿Qué te juegas? es una película española de comedia romántica dirigida por Inés de León estrenada el 29 de marzo de 2019. Está protagonizada por Amaia Salamanca y Javier Rey y narra la historia de dos hermanos con personalidades completamente opuestas que tras heredar la naviera de su padre compiten por ocupar la dirección de la empresa familiar.

## Argumento
Es una película de comedia que busca criticar las comedias románticas, donde personajes dispares aterrizan en mundos a los que no pertenecen. Los protagonistas son Roberto (Javier Rey) y Daniela (Amaia Salamanca), dos hermanos millonarios y empresarios de éxito que viven una vida de alto nivel gracias a la naviera heredada de su padre. Ambos hermanos compiten por la dirección de dicha empresa aunque sus personalidades y visiones son completamente opuestas ante la vida y no se soportan. Daniela, es una seria ejecutiva, una chica perfeccionista y cuidadosa, mientras que Roberto, es un visionario que no tolera la minuciosa actitud de su hermana y que quiere revolucionar el funcionamiento de la empresa con ideas que Daniela no quiere ni escuchar. Como siempre, se juegan todo a una puesta en la que Roberto tiene que conseguir que Daniela se enamore en menos de un mes. Para esto, contrata a Isabel (Leticia Dolera), una joven y alocada monologuista para que seduzca a su hermana y vuelva a ser tan divertida como lo era antes de ocuparse de la dirección de la empresa. El problema aparece cuando ambos se enamoran de la misma mujer, Isabel.

## Reparto
| Actores            | Personajes |
| ------------------ | ---------- |
| Amaia Salamanca    | Daniela    |
| Javier Rey         | Roberto    |
| Leticia Dolera     | Isabel     |
| Mariam Hernández   | Alexia     |
| Goizalde Núñez     | Maite      |
| Daniel Pérez Prada | Fernando   |
| Brays Efe          | Alex       |
| Hugo Silva         | Abelardo   |
| Santiago Segura    | Luis       |

## Críticas
Beatriz Martínez afirma que la ópera prima de Inés de León es una reformulación en clave pop y millennial de la comedia screwball tradicional, que aborda la guerra de sexos a través de dos personajes femeninos poderosos. Estamos ante un largometraje en el que los personajes son prototipos, pero pasados por el filtro de la contemporaneidad, esto hace que puedan homenajear al mismo tiempo que desmontar el género a través de pequeñas trasgresiones con intercambios de roles o reivindicaciones de sororidad.
La directora, Inés de León, consigue plasmar su estilo pizpireto y juguetón a través de un ritmo dinámico con los intérpretes que tienen chispa y encanto natural, el estilo hípster no resulta del todo repelente y casi por arte de magia se salva de convertirse en lo que realmente parecía ser, una película cursi prefabricada y configurada alrededor de una larga lista de clichés sobre la ambición, la élite social, el éxito profesional y el amor en tiempos de postureo.
Según el periódico La Razón, la película ¿Qué te juegas?, de Inés de León, es una comedia de enredo que arranca risas del público.
Luis Martínez en El Mundo la califica de "delirio extravagante tan ambicioso, arriesgado y certero en el planteamiento como irregular y arrítmico en la ejecución", aunque alaba la interpretación de Dolera.